# Platybunus kratochvili
Platybunus kratochvili is een hooiwagen uit de familie echte hooiwagens (Phalangiidae).